# Japanischer Herbstenzian
Der Japanische Herbstenzian oder Scharfe Enzian (Gentiana scabra) ist eine Pflanzenart der Gattung Enziane (Gentiana) innerhalb der Familie der Enziangewächse (Gentianaceae).

## Beschreibung

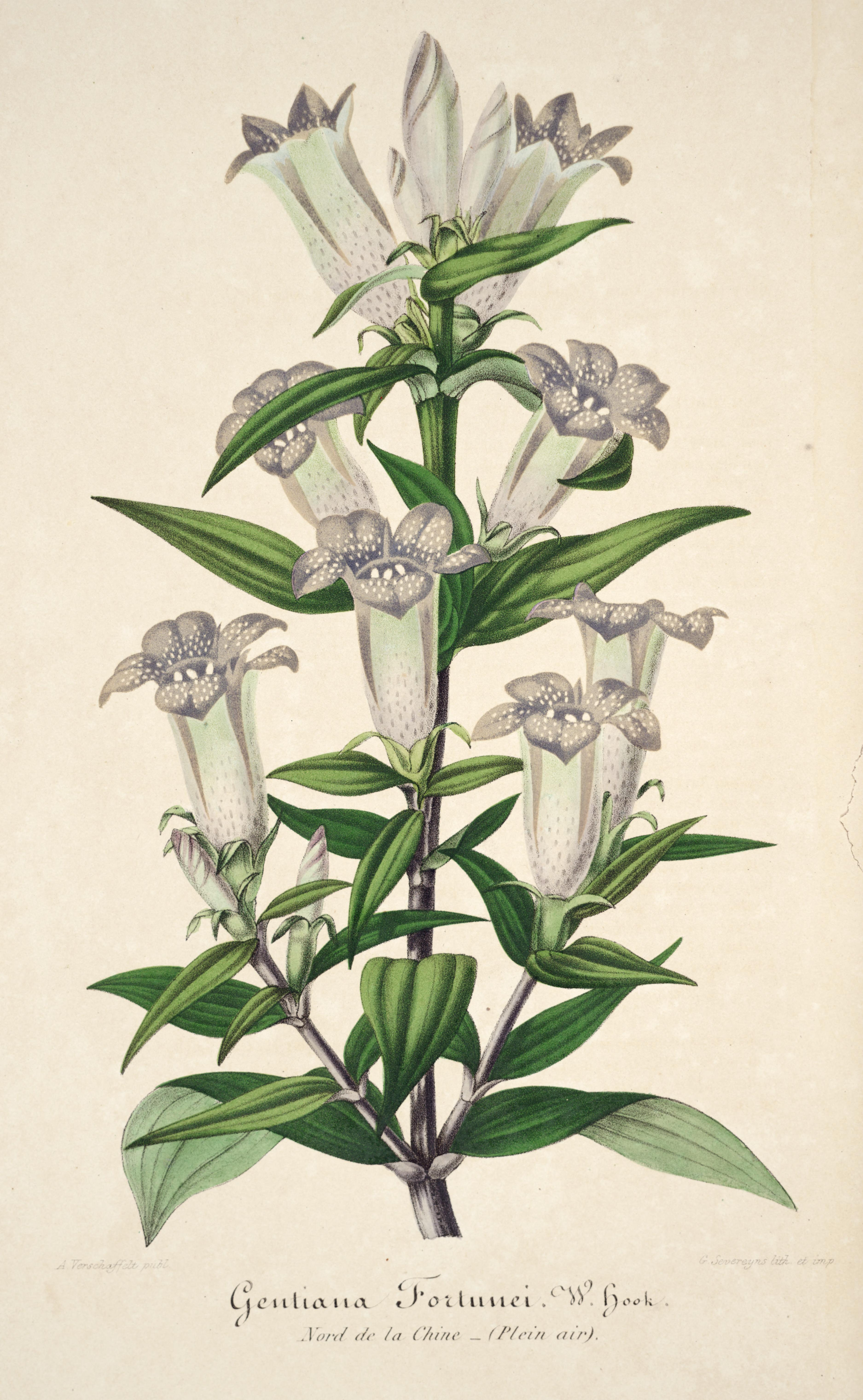
Illustration aus L'Illustration horticole, Tafel 036

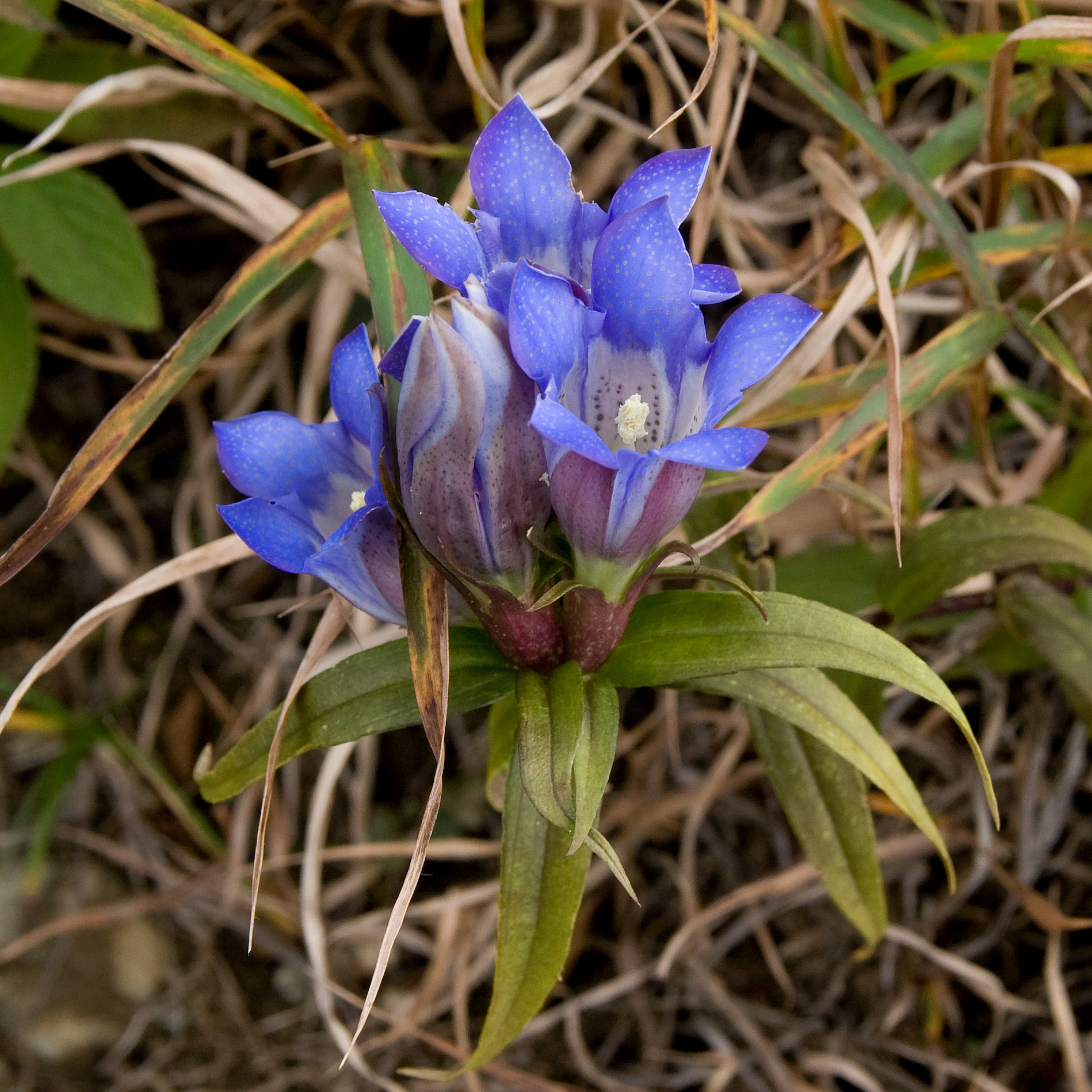
Blütenstand von Gentiana scabra var. buergeri

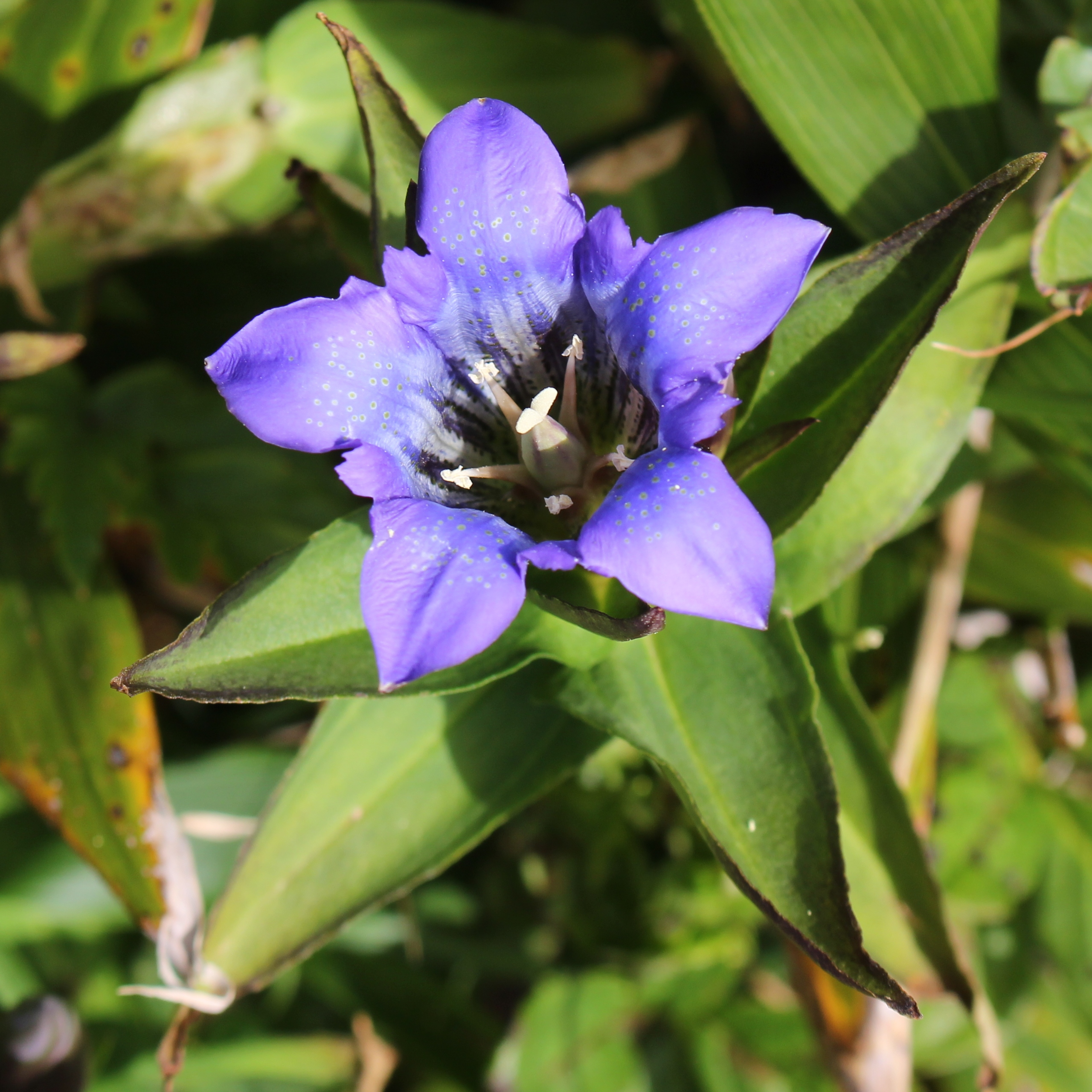
Fünfzählige Blüte im Detail von Gentiana scabra var. buergeri

### Vegetative Merkmale
Der Japanische Herbstenzian ist eine ausdauernde, krautige Pflanze, die Wuchshöhen von 30 bis 60 Zentimetern erreicht.
Die gegenständig angeordneten Stängelblätter sind sitzend. Die mittleren und oberen Stängelblätter haben einen rauen und zurückgebogenen Rand und sind drei bis fünfnervig. Ihre einfache Blattspreite ist bei einer Länge von 2 bis 7 Zentimetern sowie einer Breite von selten 0,4 bis meist 2 bis 3 Zentimetern linealisch-lanzettlich, eilanzettlich oder eiförmig mit gerundeter bis fast herzförmiger Spreitenbasis und spitzem bis zugespitztem oberen Ende. Die untersten Blätter sind bei einer Länge von nur 4 bis 6 Millimetern schuppenartig.

### Generative Merkmale
Die obersten Blätter sind etwas kleiner und kürzer als die darüber stehenden Blüten und umgeben deren Basis. Ein bis viele Blüten stehen in end- oder seitenständigen Gruppen zusammen und bilden den Gesamtblütenstand; selten stehen diese seitenständigen Gruppen über blütenstandsschäftartigen Seitenverzweigungen. Die Tragblätter sind bei einer Länge von 2 bis 2,5 Zentimetern linealisch-lanzettlich bis lanzettlich. Die Blüten sind sitzend.
Die zwittrigen Blüten sind radiärsymmetrisch und fünfzählig mit doppelter Blütenhülle. Die fünf grünen Kelchblätter sind verwachsen. Die Kelchröhre ist 1 bis 1,2 Zentimeter lang und nicht gespalten. Die Kelchzähne sind ausgebreitet bis aufrecht und bei einer Länge von 8 bis 10 Millimetern linealisch mit spitzem oberen Ende und rauen Rändern. Die fünf Kronblätter sind verwachsen. Die Blütenkrone ist blau-purpurfarben manchmal mit gelb-grünen Flecken im Kronschlund. Die Krone ist bei einem Durchmesser von 4 bis 5 Zentimetern röhrig-glockenförmig bis trichterförmig. Die Kronzipfel sind bei einer Länge von 7 bis 9 Millimeter eiförmig bis eiförmig-kreisförmig mit gerundetem und bespitztem oberen Ende. Zwischen den Kronzipfel befinden sich Faltenlappen (Plicae), die bei einer Länge von 3 bis 4 Millimetern schief und schmal-dreieckig mit spitzem oberen Ende oder etwas zweispaltig. Es ist nur ein Kreis mit fünf Staubblättern vorhanden, die in der Mitte der Kronröhre inseriert sind. Die Staubfäden sind 0,9 bis 1,2 Zentimeter lang. Die freien Staubbeutel sind bei einer Länge von 3,5 bis 4,5 Millimetern schmal-ellipsoid. Das Gynophor ist bis zu 1,5 Zentimeter lang. Der Griffel ist 3 bis 4 Millimeter lang.
Die Kapselfrucht ist 2 bis 2,5 Zentimeter lang. Die Samen sind 1,8 bis 2,5 Millimeter groß.
Die Blütezeit reicht von Juli bis November, oder beginnt in China schon im Mai; im selben Zeitraum reifen auch die Früchte.
Die Chromosomenzahl beträgt 2n = 14 oder 26.

## Verbreitung
Der Japanische Herbstenzian kommt im östlichen Sibirien, im Amur-Ussuri-Gebiet, in Japan, in Korea und in den chinesischen Provinzen Fujian, Jiangsu sowie Zhejiang vor.

## Systematik
Die Erstbeschreibung von Gentiana scabra erfolgte 1835 durch Alexander von Bunge in Mémoires de l'Académie Impériale des Sciences de Saint Pétersbourg, Septième Série, 2, Seite 543. Synonyme für Gentiana scabra Bunge sind Gentiana fortunei Hook., Gentiana scabra subsp. australis M.Y.Liou.
Von Gentiana scabra gibt es zwei Varietäten:
- Gentiana scabra var. buergeri (Miq.) Maxim.: Sie kommt nur in Japan vor.
- Gentiana scabra Bunge var. scabra

## Nutzung
Der Japanische Herbstenzian wird selten als Zierpflanze verwendet.
Bei Hungersnöten, wenn es nichts mehr anderes zu essen gab, wurden die jungen Pflanzen sowie ältere Laubblätter gegart gegessen.
Die medizinischen Wirkungen wurden untersucht. Sie wird in der chinesischen traditionellen Medizin Long Dan Cao genannt und besonders als bittere Arznei geschätzt.

## Belege
- Eckehart J. Jäger, Friedrich Ebel, Peter Hanelt, Gerd K. Müller (Hrsg.): Rothmaler – Exkursionsflora von Deutschland. Band 5: Krautige Zier- und Nutzpflanzen. Spektrum Akademischer Verlag, Berlin Heidelberg 2008, ISBN 978-3-8274-0918-8.
- Ting-nung Ho, James S. Pringle: Gentianaceae.: Gentiana scabra, S. 53 - textgleich online wie gedrucktes Werk, In: Wu Zheng-yi, Peter H. Raven (Hrsg.): Flora of China, Volume 16 – Gentianaceae through Boraginaceae, Science Press und Missouri Botanical Garden Press, Beijing und St. Louis, 1995, ISBN 0-915279-33-9.